# Kazuki Tanaka
Kazuki Tanaka (田中 和樹 Tanaka Kazuki?), född 13 januari 2000 i Tochigi prefektur, är en japansk fotbollsspelare.
Tanaka började sin karriär 2017 i FC Tokyo.